# On Moonlight Bay (Lawrence Welk)
On Moonlight Bay è un album del caporchestra statunitense Lawrence Welk (a nome Lawrence Welk and His Champagne Music), pubblicato dalla casa discografica Coral Records nel luglio del 1951.

## Tracce

### LP
Lato A
1. Moonlight Bay (Brano  Fox Trot con duetto vocale di Roberta Linn e Dick Dale) – 2:49 (testo: Edward Madden – musica: Percy Wenrich)
2. Smiles (Brano Fox Trot strumentale) – 2:09 (testo: J. Will Callahan – musica: Lee S. Roberts)
3. Cuddle Up a Little Closer, Lovey Mine (Brano Fox Trot con voci di Roberta Linn e Garth Andrews) – 2:16 (testo: Karl Hoschna – musica: Otto A. Harbach)
4. Tell Me (Tell Me Why) (Brano Fox Trot con voci di Roberta Linn e The Sparklers) – 2:27 (testo: J. Will Callahan – musica: Max Kortlander)

Lato B
1. Yoo Hoo (Brano Fox Trot con cori di Gene Portell) – 2:22 (testo: Buddy G. DeSylva – musica: Al Jolson)
2. I'm Forever Blowing Bubbles (Brano valzer con voci di Roberta Linn e Garth Andrews) – 2:20 (Jean Kenbrovin, John Kellette)
3. Every Little Movement (Brano Fox Trot con duetto vocale di Roberta Linn e Garth Andrews) – 2:08 (testo: Otto Harbach – musica: Karl Hoschna)
4. Till We Meet Again (Brano valzer con cori di Roberta Linn) – 2:07 (testo: Raymond B. Egan – musica: Richard A. Whiting)

- Durata brani (non accreditati sull'album originale), ricavati dai formati singoli originali

## Musicisti
- Lawrence Welk – direttore orchestra
- Roberta Linn – voce
- Dick Dale – voce, sassofono
- Garth Andrews – voce
- "The Sparklers" – cori
- (possibile) Myron Floren – accordion
- (probabile) Orie Amodio (Amodeo) – flauto, sassofono, piccolo, clarinetto
- (probabile) George Aubrey – sassofono, clarinetto
- (probabile) Jerry Burke – piano, celeste, organo elettrico
- (probabile) Larry Hooper – piano
- (probabile) Johnny Klein – batteria
- (probabile) Barney Liddell – trombone
- (possibile) Bill Page – sassofono
- (possibile) George "Gus" Thow – tromba, mellofono, arrangiamenti
- (possibile) Rocky Rockwell – tromba, trombone